# Miho Sorkočević
Miho Sorkočević, pseudonim Proto Miho Gružanin, (Dubrovnik, 25. prosinca 1739. – Pariz 23./24. studenog 1796.) bio je hrvatski pisac, prevoditelj, životopisac i diplomat.

## Životopis
Rođen je u Dubrovniku na Božić 1739. Studirao je na Sveučilištu u Bologni. Tamo je pohađao predavanja iz filozofije, prava i retorike. Sorkočević je 1793. bio glavni začetnik, a i voditelj dubrovačkog prosvjetiteljskog Domoljubnog društva. Za Domoljubno društvo držao je predavanja. Također je bio diplomat i dopisni član Akademije znanosti u Padovi te akademije Degli Arcadi u Rimu. Prevodio je djela, pisao prigodne pjesme, sonete na talijanskom jeziku i znanstvena djela na hrvatskom, latinskom i talijanskom jeziku. Priredio je na temelju predloška Jeana de Palaprata i David-Augustina de Brueysa preradbu francuski srednjovjekovne farse zvane Meštar Pierre Pathelin (francuski: Maistre Pierre Pathelin). To djelo izvedeno 1793. nazvao je Pokrinokat, a napisao pod imenom Proto Miho Gružanin. Napisao je nekrologe Franu Stayu i Rajmundu Kuniću. Priredio je izdanja Ludovika Crijevića Tuberona, a i drugih dubrovačkih pisaca. Među Sorkočevićevom ostavštinom je putopisni dnevnik u kojem je opisao putovanja po Rijeci, Trstu,Veneciji i drugim dijelovima Italije. Također se dopisivao i bio prijatelj s brojnim uglednim osobama kao što su Adam Alojzij Baričević i Alberto Fortis. Umro je u Parizu 23. ili 24. studenog 1796.